# Wild Angels
Wild Angels é o álbum de  1995 da cantora Martina McBride. O disco deu origem aos singles "Safe in the Arms of Love", "Wild Angels", "Swingin' Doors", "Phones Are Ringin' All Over Town", e "Cry on the Shoulder of the Road". "Wild Angels" foi o primeiro disco de McBride a alcançar o topo das paradas da  Hot Country Songs.
O disco também possuía um cover hit  de "Two More Bottles of Wine", que foi previamente gravado por  Emmylou Harris em 1978. "Safe in the Arms of Love" foi originalmente gravado por  Baillie & the Boys no álbum de 1989 intitulado Turn the Tide, e em  1994 foi gravado por  Michelle Wright no álbum The Reasons Why. A versão de Wright chegou ao topo nas paradas do Canadá.

## Lisa de músicas
1. "Wild Angels" (Matraca Berg, Gary Harrison, Harry Stinson) – 3:44
2. "Safe in the Arms of Love" (Mary Ann Kennedy, Pam Rose, Pat Bunch) – 3:13
3. "Phones are Ringin' All Over Town" (David MacKenhie, Marc Beeson, Kin Vassy) – 3:31
4. "A Great Disguise" (Greg Barnhill, Hillary Kanter, Even Stevens) – 3:58
5. "Swingin' Doors" (Jim Foster, Chapin Hartford, Bobby Boyd) – 3:27
6. "All The Things We've Never Done" (Craig Bickhardt, Jeff Pennig) – 3:24
7. "Two More Bottles of Wine" (Delbert McClinton) – 3:15
8. "Cry on the Shoulder of the Road" (Berg, Tim Krekel) – 3:08
9. "You've Been Driving All the Time" (Stinson, Bunch) – 4:41
10. "Born to Give My Love to You" (Kennedy, Rose, Bunch) – 3:15
11. "Beyond the Blue" (David Kent, Ashe Underwood) – 2:25

## Singles
- Safe In The Arms Of Love
- Wild Angels November 1995
- Phones Are Ringin' All Over Town
- Swingin' Doors August 26, 1996
- Cry On The Shoulder Of The Road January 1997

### Álbum
| Parada (1995)                              | Melhor posição |
| ------------------------------------------ | -------------- |
| Billboard Top Country Albums estadunidense | 17             |
| Billboard 200 estadunidense                | 77             |
| RPM Country Albums canadense               | 4              |

### Singles
| Ano  | Single                             | Melhor Posição | Melhor Posição |
| Ano  | Single                             | US Country     | CAN Country    |
| ---- | ---------------------------------- | -------------- | -------------- |
| 1995 | "Safe in the Arms of Love"         | 4              | 38             |
| 1995 | "Wild Angels"                      | 1              | 5              |
| 1996 | "Phones Are Ringin' All Over Town" | 28             | 24             |
| 1996 | "Swingin' Doors"                   | 38             | 41             |
| 1997 | "Cry on the Shoulder of the Road"  | 26             | 42             |